# Iris Supek Tagliaferro
Iris Supek Tagliaferro (Zagreb, 4. kolovoza 1946. – Zagreb, 26. prosinca 2024.), hrvatska književnica i povjesničarka umjetnosti. Živjela je i radila u Zagrebu, ali se pri kraju svojeg radnog perioda preselila u Rijeku.

## Život i djelo
Diplomirala je na Filozofskom fakultetu. Po zanimanju je povjesničarka umjetnosti. Potječe iz zagrebačke obitelji znamenitog fizičara, filozofa i akademika Ivana Supeka i njegove supruge Zdenke Tagliaferro. Radila je kao urednica i dramaturginja Dramskog programa Hrvatskog radija. Piše poeziju, romane te kazališne i radio-drame. U produkciji Hrvatskog radija je izvedeno dvadesetak njenih radio-drama i igara, kao i mnogi prijevodi i adaptacije dramskih tekstova i priča. Za "Kraj svijeta počinje kihanjem" osvojila je drugu nagradu Ksaver Šandor Gjalski 1983. Njen zapaženi roman "Hope Bleu" je ostvarenje vrlo složene kompozicije, neobičnih likova i tema, u kojem se miješaju žanrovi, geografske lokacije i povijesne epohe, a djelo odaje "osebujni senzibilitet, imaginaciju i popriličnu autoričinu čitateljsku kulturu" (V. Visković, 2000).

## Objavljena djela
- Trepavice skitalice, roman, Zagreb, 1977.
- Mjeseci, pjesme, Zagreb, 1987.
- Višekratno proročanstvo pukotina, (s autorskom grupom Gong), Zagreb, 1994.
- Ja sam tvoja maglica, roman, Zagreb, 1995.
- Ocean u šeširu, (s autorskom grupom Gong), Zagreb, 1996.
- Hope Bleu, Zagreb, 2000.[5]